# Flow Sinfónico: Antesala
Flow Sinfónico es un álbum recopilatorio de canciones de Funky y de varias producciones con varios artistas como Triple Seven, Domingo Quiñones, Charlie Hernández, Contagious, Santito y Alex Zurdo, entre otros. Este álbum era el antesala de Flow Sinfónico (Plugged In Codifying Plug), álbum que nunca fue lanzado oficialmente por Funkytown Music.

## Lista de canciones

### Flow Sinfónico: El Antesala
1. Intro
2. Entre El Bien Y El Mal (ft. Bimbo)
3. El Camino (Versión Rap) (ft. Triple Seven)
4. Busca La Sabiduría
5. Después De La Caída (Remix) (ft. Sammy & Vico C)
6. La Prisión De La Costumbre (ft. Alex Zurdo)
7. Ven (ft. Goyo)
8. Lo Que Consumo (Remix) (ft. Alex Zurdo, Johnny L & Sammy)
9. Jesús (Reggaeton Remix) (ft. KJ-52)
10. Mi Respaldo (Remix) (ft. Pichie de Triple Seven)
11. Combinación Perfecta (ft. Triple Seven, Alex Zurdo, Redimi2, Maso, Manny Montes, Dr. P & Quest)
12. Sólo No Puedo (ft. Domingo Quiñones)
13. Jesucristo Es El Número Uno (Remix) (ft. Manny Montes)
14. Viejo De Qué (ft. Charlie Hernández)
15. Yo Se Que Ganare
16. Sangre Real (ft. Manny Montes & Santito)
17. El Tesoro De Mi Corazón (ft. Contagious)
18. Ella Quiere Que La Miren
19. Los Vencedores (Versión Video) (ft. Gran Manuel, Triple Seven, Dr. P, Rey Pirin & DJ Blass)
20. Jesucristo Es El Número Uno
21. Lo Que Traigo Es Flow/Tu Fuego Me Quema (Morph Mix - Bonus Track) (Funky & Sammy)

### Flow Sinfónico
1. Ella Quiere Que La Miren (Funky)
2. La Clase (Goyo ft. Funky)
3. Solo No Puedo (Domingo Quiñones ft. Funky)
4. Se Necesita Un Milagro (Domingo Quiñones)
5. Nuevo Encuentro (Ezequiel Colon ft. Funky)
6. Tu Poder (Triple Seven ft. Funky)
7. Un Amigo (Ministerios Noble)
8. Cuando Las Trompetas Suenen (Ivan 2Filoz)
9. Caminando (Funky)
10. Grande En Batalla (El Padrino)
11. No Me Quito (Manny Montes)

### Flow Sinfónico (Plugged In Codifying Plug)
1. Hoy
2. Ella Quiere Que La Miren
3. Solo No Puedo (ft. Domingo Quiñones)
4. Yo Se Que Ganare
5. La Prisión De La Costumbre (ft. Alex Zurdo)
6. Fuego (ft. KJ-52)
7. La Clase (ft. Goyo)
8. Corazones Puros
9. Nuevo Encuentro (ft. Ezequiel Colon)
10. No Me Hablen De Problemas
11. Dale Pal Monte (Versión Original)
12. Justo A Tiempo
13. Lo Que Traigo Es Flow (En Vivo)
14. Justo A Tiempo (Pista)